# 政府開発援助等に関する特別委員会
政府開発援助等に関する特別委員会（せいふかいはつえんじょとうにかんするとくべついいんかい）は、日本の参議院に第207回国会まで設置されていた特別委員会。国会法第45条の規定に基づき設置されていた。

## 概要
政府開発援助等に関する特別委員会は、参議院に置かれる特別委員会である。衆議院には設置されていない、参議院独自の委員会である。委員会が国会に最初に置かれたのは、第164回国会（2006年（平成18年）1月20日召集）である。第208回国会で沖縄及び北方問題に関する特別委員会と統合され、「政府開発援助等及び沖縄・北方問題に関する特別委員会」が設置された。
政府開発援助等に関する特別委員会は、政府開発援助を始めとする国際援助・協力に関する諸問題を調査するために設置されていた。
委員の選任は、すべて議長の指名によって行われる（参議院規則30条1項）。実際には、各議院運営委員会において、各会派の議席数に応じて各委員会の委員の員数も配分され、個別の人事は配分された員数の範囲内で各会派によって行われる。
委員長は、委員の互選（国会法45条）で選任されると定められているが投票によらないで動議などによって選出されることがほとんどである。委員長の選挙は年長者が主催することになっている（参議院規則80条）。事前に各会派間で協議された特別委員長各会派割当てと会派申出の候補者に基づいておこなわれる。なお、委員長に事故があった場合は理事が職務を行うことになっている（参議院規則31条3項）。
理事の選任は委員の互選（参議院規則31条）となっているが、第164回国会の委員会設置以来すべて委員長の指名により行われている。理事の員数および各会派割当ては議院運営委員会で決定した基準により、選挙など会派の構成が大きく変わった際に見直される。

## 参議院

### 組織
参議院政府開発援助等に関する特別委員会の員数は30人である（参議院規則78条）。委員長1名、理事6名が選出または指名される。
参議院政府開発援助等に関する特別委員会の組織
2021年（令和3年）12月7日現在
- 政府開発援助等に関する特別委員長 
  - 青木一彦（自由民主党・国民の声）

- 理事 
  - 青山繁晴、大野泰正、北村経夫（自由民主党・国民の声）
  - 真山勇一（立憲民主・社民）
  - 高橋光男（公明党）
  - 大塚耕平（国民民主党・新緑風会）

- 委員
  - 小川克巳、加田裕之、佐藤正久、高橋克法、藤井基之、本田顕子、牧野京夫、松山政司、山田太郎、山本順三（自由民主党・国民の声）
  - 古賀之士、田島麻衣子、長浜博行、羽田次郎（立憲民主・社民）
  - 秋野公造、矢倉克夫（公明党）
  - 磯崎哲史（国民民主党・新緑風会）
  - 梅村聡、清水貴之（日本維新の会）
  - 井上哲士、伊藤岳（日本共産党）
  - 高良鉄美（沖縄の風）
  - 舩後靖彦（れいわ新選組）

### 所管事項
参議院政府開発援助等に関する特別委員会の所管事項は以下の通り。
1. 政府開発援助を始めとする国際援助・協力に関する諸問題

## 所管国務大臣等
委員会が審査又は調査を行うときは、政府に対する委員の質疑は、国務大臣又は内閣官房副長官、副大臣若しくは大臣政務官に対して行う（参議院規則42条の2）。どの国務大臣等に対して出席を求めるかは、各議院の委員会において、委員長及び理事の協議で決定される。政府開発援助等に関する特別委員会において出席を求められる主な国務大臣等は、以下の通り。
- 外務大臣
  - 林芳正（自由民主党）
- 財務大臣
  - 鈴木俊一（自由民主党）
- 内閣官房長官
  - 松野博一（自由民主党）

- 以上の国務大臣の下に置かれる内閣官房副長官、副大臣、大臣政務官など。